# Vichitra vina

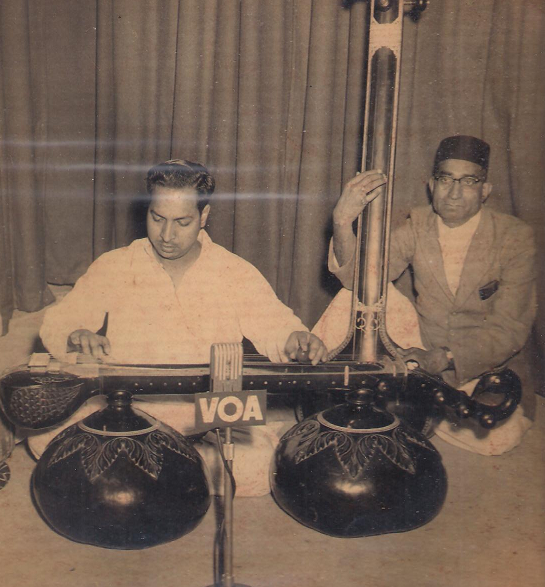
Gopal Krishan con vichitra veena

La vichitra vina es un instrumento de cuerda pulsada usado en la música  clásica indostaní. Es similar al instrumento de música carnática chitra vina. No tiene trastes y es tocado con un deslizador.
Está hecho de un mástil sin trastes de 3 pies de largo y 6 pulgadas de ancho, con 2 calabazas resonadoras grandes que están incrustadas con marfil y adheridas por debajo a los extremos. Las terminaciones angostas están moldeadas como cabezas de pavo real.  Contiene 4 cuerdas principales y 5 secundarias (estas últimas se tocan con el dedo pequeño para efecto pedal).  Por debajo de ellas hay 13 cuerdas simpáticas afinadas a las notas de los ragas. Tiene un rango de 5 a 8 octavas. Dos plectros similares a los usados en el sitar  son puestos en los dedos medio e índice de la mano derecha para pulsar las cuerdas, y un deslizador es movido con la mano izquierda , para crear la melodía (puede haber una distancia de hasta dos pulgadas entre notas). Se pone aceite de coco  en las cuerdas para minimizar la fricción del deslizamiento.
Este instrumento era usualmente tocado para acompañar el estilo de canto Dhrupad. Fue revivido por Lalmani Misra quien desarrolló una técnica de ejecución y creó composiciones.